# Караташ, Дурсун
Дурсун Караташ (тур. Dursun Karataş, 25 марта 1952, Турция — 11 августа 2008, Арнем, Нидерланды) — основатель и руководитель марксистско-ленинской Революционной народно-освободительной партии-фронта (DHKP-C).

## Биография
Поступив в 1970 г. в Технический университет Стамбула, Караташ знакомится с революционными идеями и группами. В то время на него главным образом влияют идеи основателя Народно-освободительной партии-фронта Турции Махира Чаяна. В 1972 г. Караташ участвует в мероприятиях Федерации революционной молодежи Турции (тур. Dev-Genç).
В 1974 г. на короткий срок попадает вместе с Ниязи Айдыном, будущим членом ЦК «Революционных левых», в тюрьму за протест против вторжения Турции на Кипр: они написали на стенах лозунги «Свободу Кипру». В том же году Караташ стал одним из основателей студенческой организации за сохранение культуры. С 1975 г. стал ведущей фигурой среди революционных студентов Стамбула.
В 1977 г. Караташ создал и руководил в Стамбуле организацией «Революционный путь», как одним из отделений Народно-освободительной партии-Фронта Турции (THKP-C). В 1978 году, в ходе раскола в организации «Революционный путь» Караташ, организовал «Революционных левых», организацию-предшественника DHKP-C. Группа была основана в Стамбуле.
После военного переворота 1980 года, Караташ был арестован и приговорен к пожизненному тюремному заключению. «Революционные левые», заключенные тюрьмы Байрампаша, отказались выполнять приказы и бойкотировали вызовы в суд. Там же он написал книгу «Мы правы, мы победим» (тур. Haklıyız Kazanacağız) — работу, которая включала анализ ошибок движения, а также список организаций врагов. Она была опубликована в двух томах в 1989 г.
В 1989 г. Караташ бежал из тюрьмы. В 1989—1990 гг. «Революционные левые» провели ряд вооружённых акций. В апреле 1992 г. турецкой полицией была убита жена Караташа. А 12 июля 1991 г. полиции удалось ликвидировать несколько ячеек «Революционных левых». Караташ вынужден был бежать в Европу.
После разгрома «Революционных левых», Караташ был арестован Бедри Яганом, вторым в командовании движения, 13 сентября 1993 г. Тем не менее Караташ бежал из заключения и «Революционные левые» разделились: Караташ и его товарищи реорганизовались, 30 марта 1994 г., в Революционную народно-освободительную партию-фронт.
9 сентября 1994 г. Караташ был арестован на франко—итальянской границе. Несмотря на требования Турции о выдаче Караташа, французские власти отказали в этом и осудили его на четыре года лишения свободы за нападения на граждан Франции во время Войны в Персидском заливе в 1991 г. В связи с массовым международным давлением, Караташ был условно-досрочно освобожден 26 января 1995 г. Это означало, что он находился под полицейским наблюдением и был поражен в правах. Однако Караташ бежал из страны.
В феврале 2006 г. бельгийский суд приговорил группу активистов Революционной народно-освободительной партии-фронта к тюремному заключению на срок от 4 до 6 лет. Караташ был осужден заочно к 5 годам заключения.
В феврале 2007 г. административный суд Анкары вынес решение, по которому Турция должна выплатить компенсацию Караташу 1.000 новых турецких лир, за его заочное осуждение на 27 лет тюрьмы за членство в запрещенной организации, хранение оружия и поддельных документов. Судья заявил, что: «Судебный процесс, начат над Караташем в военном суде в 1981 г. и не окончен с тех пор. Мы решили, что Турция должна выплатить компенсацию Караташу за столь продолжительной судебный процесс».
Караташ скончался от рака 11 августа 2008 г. в больнице в Арнеме, Нидерланды.